# Élections municipales de 2014 à Saint-Paul
Les élections municipales ont eu lieu les 23 et 30 mars 2014 à Saint-Paul.

## Mode de scrutin
Le mode de scrutin à Saint-Paul est celui des villes de plus de 1 000 habitants : la liste arrivée en tête obtient la moitié des 53 sièges du conseil municipal. Le reste est réparti à la proportionnelle entre toutes les listes ayant obtenu au moins 5 % des suffrages exprimés. Un deuxième tour est organisé si aucune liste n'atteint la majorité absolue et au moins 25 % des inscrits au premier tour. Seules les listes ayant obtenu aux moins 10 % des suffrages exprimés peuvent s'y présenter. Les listes ayant obtenu au moins 5 % des suffrages exprimés peuvent fusionner avec une liste présente au second tour.

## Résultats
- Maire sortant : Huguette Bello (PCR)
- 55 sièges à pourvoir (population légale 2011 : 103 916 habitants)

| Tête de liste                       | Tête de liste          | Liste          | Premier tour | Premier tour | Second tour | Second tour | Sièges |  |
| Tête de liste                       | Tête de liste          | Liste          | Voix         | %            | Voix        | %           | Sièges |  |
| ----------------------------------- | ---------------------- | -------------- | ------------ | ------------ | ----------- | ----------- | ------ |  |
|                                     | Joseph Sinimalé        | UMP-UDI        | 21 231       | 47,25        | 28 398      | 53,59       | 43     |  |
| Un homme juste pour Saint-Paul      |                        |                | 21 231       | 47,25        | 28 398      | 53,59       | 43     |  |
|                                     | Huguette Bello *       | DVG            | 20 876       | 46,46        | 24 591      | 46,40       | 12     |  |
| Liste conduite par Huguette Bello   |                        |                | 20 876       | 46,46        | 24 591      | 46,40       | 12     |  |
|                                     | Ary Yee Chong Tchi Kan | PCF            | 680          | 1,51         |             |             |        |  |
| Solidarité-partage                  |                        |                | 680          | 1,51         |             |             |        |  |
|                                     | Michelle Lartin-Graja  | DVD            | 676          | 1,50         |             |             |        |  |
| Le cap                              |                        |                | 676          | 1,50         |             |             |        |  |
|                                     | Dolorès Pélops         | DVD            | 667          | 1,48         |             |             |        |  |
| Saint-Paul sa meme nout futur       |                        |                | 667          | 1,48         |             |             |        |  |
|                                     | Moussa Ibrahim Behra   | DVD            | 521          | 1,16         |             |             |        |  |
| Saint-Paul avenir autrement         |                        |                | 521          | 1,16         |             |             |        |  |
|                                     | Maxime Hoarau          | SE             | 286          | 0,64         |             |             |        |  |
| Ote bann Saint-Paulois rouv zot zie |                        |                | 286          | 0,64         |             |             |        |  |
|                                     |                        |                |              |              |             |             |        |  |
| Inscrits                            | Inscrits               | Inscrits       | 75 941       | 100,00       |             | 100,00      |        |  |
| Abstentions                         | Abstentions            | Abstentions    | 28 721       | 37,82        |             |             |        |  |
| Votants                             | Votants                | Votants        | 47 220       | 62,18        |             |             |        |  |
| Blancs et nuls                      | Blancs et nuls         | Blancs et nuls | 2 283        | 4,83         |             |             |        |  |
| Exprimés                            | Exprimés               | Exprimés       | 44 937       | 95,17        |             |             |        |  |
| * Liste du maire sortant            |                        |                |              |              |             |             |        |  |